# Fiora et le Magnifique
Fiora et le Magnifique est un roman historique de Juliette Benzoni paru en 1988. Il compose le premier volet de la tétralogie La Florentine.

## Personnages
- Fiora Beltrami : personnage principal de l'œuvre ; fille adoptive de Francesco Beltrami
- Francesco Beltrami
- Démétrios Lascaris : médecin grec
- Léonarde
- Philippe de Selongey
- Hieronyma Pazzi

## Histoire
L'histoire se déroule au XVe siècle, en France.
De passage à Dijon pour affaires, Beltrami, un riche marchand florentin, assiste malgré lui à l'exécution de Jean et Marie de Brévailles, deux amants coupables d'inceste et d'adultère. Beltrami est bouleversé par ces jeunes gens marchant vers une mort injustifiée. Il décide donc de sauver l'enfant né de cette union impossible ... Et de le soustraire à un destin bien noir en perspective. Aidé d'un vieux prêtre et de Léonarde Mercet, décidée à veiller sur le bébé, il va réussir à retourner dans sa chère Florence pour y élever le nouveau-né comme sa propre fille.
Ainsi, il lui donnera le charmant nom de Fiora, « Fleur » en italien...
Là, une grande ellipse temporelle nous amène seize ans plus tard. Fiora cherche en vain une robe dans ses malles pour assister à la joute organisée par Lorenzo de Medicis, un grand mécène. Sa petite esclave Khatoun, une jeune Tartare profondément attachée à sa maîtresse, l'apprête, et ensemble elles partent s'amuser.
Mais la journée s'annonce riche. À la joute, Fiora fait la connaissance de Philippe de Selongey, un puissant seigneur bourguignon au service de Charles le Téméraire, le duc de Bourgogne.
Une rencontre qui changera sa vie.

## Lieux de l'histoire
Le début de l'histoire, en 1457, se déroule à Dijon, en Bourgogne (France). La suite, après l'ellipse, (en 1475) se passe à Florence, en Italie.